# Позгалёв, Вячеслав Евгеньевич
Вячесла́в Евге́ньевич Позгалёв (род. 15 ноября 1946, Пхеньян) — российский государственный деятель, губернатор Вологодской области (1996—2011), депутат Государственной Думы шестого созыва от партии «Единая Россия» (2011—2016).

## Биография
Родился 15 ноября 1946 года в семье военнослужащих в городе Пхеньян (столица КНДР). Отец — Евгений Михайлович во время Великой Отечественной войны служил в контрразведке Смерш, войну закончил в звании капитана. После войны служил в гарнизонах Дальнего Востока. Мать, Степанида Леонидовна, военный хирург. В своей книге «Я не хочу быть Президентом» В. Позгалёв написал: «Мне повезло, мой отец вернулся с войны. Мне повезло дважды — и мать вернулась с войны».
В 1964 году окончил школу и поступил в Ленинградский электротехнический институт имени В. И. Ленина. После окончания института в 1970 году стал работать инженером-технологом на Череповецком металлургическом комбинате. Через два месяца был назначен начальником участка по ремонту крупных электрических машин. Отслужив в армии, вернулся работать на комбинат.
В 1978 году становится самым молодым начальником цеха, под его руководством цех занимает ведущее место на комбинате.

### Мэр Череповца
4 марта 1990 года был избран депутатом горсовета Череповца. В апреле 1990 Совет народных депутатов избрал его на должность председателя исполкома горсовета. На сессии 4 апреля за него проголосовал 101 депутат, против — 32.
Состоял в КПСС до августа 1991 года.
В сентябре 1991 года избран мэром Череповца.
Инициатор создания и глава Союза городов северо-запада России. Лауреат конкурса российских мэров (1996).

### Губернатор
23 марта 1996 года президент России Б. Н. Ельцин назначил его исполняющим обязанности главы администрации Вологодской области, а 3 июня — полноправным главой администрации. При этом Позгалёв оставался и мэром Череповца вплоть до октября 1996 года.

#### Первый срок (1996—1999)
В октябре 1996 года избран губернатором Вологодской области, набрав более 80 % голосов избирателей. С 1997 года входит в состав Совета по местному самоуправлению при Президенте России. Является заместителем представителя Российской Федерации в Конгрессе местных властей и регионов Совета Европы, членом Совета Всемирной Федерации породненных городов.

#### Второй срок (1999—2003)
Срок полномочий истекал в октябре 2000 года, однако осенью 1999 года он добился смещения выборов на более ранний срок, поскольку ещё в августе 1999 года репутация Позгалёва пострадала, из-за того что в период небывалых лесных пожаров он приглашает артиста Никиту Михалкова на охоту с пикником и костром, пока вокруг горят леса.  28 сентября 1999 года на сессии заксобрания Вологодской области сделал заявление о досрочном прекращении своих полномочий с 18 декабря 1999 и тут же принял решение о регистрации своего заявления об участии в открывшихся выборах на следующий срок. При этом досрочные выборы губернатора Вологодской области были назначены на 19 декабря 1999 года, одновременно с выборами депутатов Государственной думы. Досрочная отставка потребовалась, чтобы совместить выборы в области, так как совмещение выборов и одновременное их проведение разрешалось проводить действующим губернаторам в субъектах РФ, если до окончания легислатуры оставалось менее 9 месяцев, а у вологодского губернатора на тот момент фактический срок окончания полномочий составлял 9 месяцев и 23 дня. Данную процедуру отставки и проверку её легитимности по действующему законодательству, безуспешно попытался оспорить вологодский адвокат Олег Сурмачёв. Областным законом данная отставка была рассматривалась как легитимная и длилась один день, то есть воскресенье, в которое и проходило голосование на выборах губернатора жителями Вологодской области.
Единственным конкурентом члена движения «НДР» и «Единства» Позгалёва оказался его же подчинённый, представитель Вологодской области в Межрегиональной ассоциации экономического взаимодействия регионов Северо-Запада России, член партии «Демократический выбор России» и блока СПС Сергей Кароннов. Он и не надеялся составить серьёзную конкуренцию действующему губернатору, но собирался «раскрутиться» в ходе губернаторской избирательной кампании и «раскрутить» в регионе Союз правых сил. Результат был вполне предсказуем — губернатор набрал около 83 %, а Сергей Кароннов — около 10 % голосов избирателей.
В октябре 2001 года Законодательное собрание Вологодской области приняло новый устав области. В нём, среди прочего, срок полномочий губернатора был увеличен с 4 до 5 лет.
С 27 сентября 2002 по 24 мая 2003 — член президиума Государственного совета Российской Федерации.
В марте 2003 года вместе с ещё пятью главами субъектов России вошёл в состав Высшего Совета партии «Единая Россия».

#### Третий срок (2003—2007)
На состоявшихся 7 декабря 2003 года выборах губернатора Вологодской области набрал 83,29 % голосов избирателей и был избран в третий раз, уже на 5 лет. При этом против всех кандидатов выступили свыше 7 % избирателей, что больше чем набрали соперники губернатора. 18 декабря вступил в должность.

#### Четвёртый срок (2007—2011)
Новые полномочия истекали в декабре 2008 года, но в конце мая мае 2007 года он поставил перед президентом РФ В. Путиным вопрос о доверии. Причиной этого решения назывались снижение результатов партии «Единая Россия» на мартовских выборах в заксобрание Вологодской области (41,9 %) и рост «Справедливой России» (20,9 %), а также ожидавшиеся в конце 2007 года выборы в Госдуму. 14 июня Путин предложил заксобранию Вологодской области кандидатуру В. Позгалёва для наделения полномочиями губернатора. В июне 2007 года заксобрание утвердило его на очередной 5-летний срок. 12 июня он вступил в должность.
Осенью того же года возглавил региональный список кандидатов «Единой России» на выборах в Госдуму РФ пятого созыва, партия набрала в Вологодской области 60,47 % голосов.
С 27 мая по 1 декабря 2008 — член президиума Государственного совета Российской Федерации.
На выборах 4 декабря 2011 года в Государственную Думу и областное законодательное собрание региональное отделение «Единой России» набрало меньше 35 % голосов. Руководством в Кремле данный результат был расценён как провальный, а сам губернатор был вызван к В. Суркову. Появилась информация, что скорее всего полномочия В. Позгалёва в июне 2012 года не будут продлены. После совещания в Кремле губернатор признал в качестве причины провала «Единой России» в Вологодской области низкий уровень работы политтехнологов и незнание властями настроений избирателей. 12 декабря 2011 года подал прошение Президенту об отставке. 14 декабря 2011 отставка была принята Президентом РФ.
Многолетний оппонент В. Позгалёва Александр Лукичев считает его отставку с поста губернатора серьёзным политическим поступком. «После того, как состоялась встреча Президента с губернаторами в Кремле, была статья в газете „Известия“, в которой говорилось о том, что губернаторы, в чьих регионах были показаны низкие результаты партии „Единая Россия“, останутся на своих местах. <…> Значит, если это отвечает действительности, то Вячеслав Позгалев совершил серьёзный политический поступок. Если это было сделано не под давлением, если он сам это решил, сам принял решение, то поступок заслуживает всякого уважения».

## Состояние Вологодской области при Позгалёве
- В годы мирового финансового кризиса, начавшегося с 2008 года, областное правительство под руководством В. Позгалёва предоставило госгарантии предприятиям, которые оказались на грани разорения. Среди них такие крупные предприятия, как Монзенский деревообрабатывающий комбинат, агропромышленные холдинги «ОГО» и «Надеево», ОАО «Птицепром». Все эти предприятия, которые насчитывали сотни и тысячи рабочих мест, были спасены благодаря госгарантиям.
- В конце 2011 года в Вологде был построен новый комплекс Детской областной больницы, общие площади которого составили 55,7 тысяч кв. м. До этого, в 2004 и 2008 гг. были введены в эксплуатацию два корпуса «Д» и «Е» новой больницы, где разместились отделения неврологии детей грудного возраста, недоношенных детей, патологии и реанимации новорожденных[17].
- В Череповце произведена реконструкция моста через реку Ягорба.
- В областной столице был построен Дворец спорта «Вологда».
- Ветераны Вологодской области стали получать самое большое в округе единое денежное вознаграждение при монетизации льгот — 750 рублей. Для сравнения, в соседних областях оно составляло 250 руб. Также, в отличие от других регионов в Вологодской области производились дополнительные выплаты учителям физкультуры, классным руководителям, череповецким учителям за вредные экологические условия, выдавалось молоко для школьников[18].
- В середине 2000-х ВРП на какое-то время вырастал в 2 раза[19].

## Критика
- Государственный долг Вологодской области в правление В. Позгалёва к середине 2011 года достиг 18 млрд рублей. Несмотря на то, что долг состоял из разных форм, в том числе и обеспечения кредитов, по подсчётам областного депутата М. В. Сурова «каждый житель области, включая новорожденных, уже должен больше среднемесячной зарплаты». Депутат от ЛДПР С. Г. Каргинов связывал это с тем, что правительство Вологодской области недостаточно активно работало с федеральными властями, которые не предоставили области дешёвые бюджетные кредиты и вынудили тем самым взять деньги в долг в коммерческих банках под большие проценты[20]. К моменту отставки В. Позгалёва в декабре 2011 года выяснилось, что совокупный региональный долг составил 29 млрд руб., что примерно равнялось годовому бюджету области, из них лишь около 6 млрд являлись госгарантиями и 2,5 млрд. — облигационным заёмом[18]. Свой ответ дал сам Позгалев, уже работая депутатом в Госдуме. По его словам, существует программа погашения задолженности, которую утвердило Правительство Вологодской области[21].
- В годы кризиса правительство области потратило деньги на покупку банка «Северный кредит», что вызвало критику общественности, в условиях денежного дефицита и огромного госдолга.
- Сменивший В. Позгалёва на губернаторском посту Олег Кувшинников подверг достаточно резкой критике рентабельность крупнейших предприятий и бизнес-проектов Вологодской области, начатых правительством В. Позгалёва:

«Мы не можем говорить, что у нас растущая экономика. Если по объёмам производств мы вышли на докризисный уровень, то по прибыльности предприятий, по рентабельности, мы остались в кризисе. Прибыль и рентабельность минимальны. У нас огромные деньги вбуханы в индустриальные парки Шексна и Сокол, а выход — ноль. Нет ни прибыли, ни рентабельности, ни налогов, ничего! У нас великолепно освоены деньги на лен, вологодское кружево и Вотчину Деда Мороза. Прибыль в этих отраслях — ноль, её не будет никогда, это бездарно проеденные деньги. Никаких бизнес-планов нет и не было, никакого эффекта нет и не будет».
— Олег Кувшинников, на встрече с представителями общественных организаций, 24 февраля 2012 года
Позгалев отреагировал на слова Кувшинникова следующим образом: 

 "Возможно, Олега Александровича подпитывают неверной информацией. Когда говорят, что на Деда Мороза потрачено 5 млрд, это не соответствует действительности. На самом деле не больше миллиарда. Но это в общем, а на Вотчину непосредственно миллионов 300. Ещё около 700 — это и газификация, и дороги, и музеи — то, что потрачено на территории города. И это не только бюджет. Все, кто там побывал, понимали, что этот проект значит для России. Приехал Вяхирев — пришел газ. Приехал Алекперов — построил бассейн. Приехал Лужков — построил школу. Приехал Аксененко — построил два пути для отстоя вагонов, отремонтировал вокзал. Приехал Артюхов — появились дороги. Даже Чубайс котельную поставил. Так что около 1 миллиарда рублей — это расходы из всех источников. <…> При этом заявления Кувшинникова об оптимизации — совершенно правильные. То, что пока нет нужного эффекта, он абсолютно прав. — Вячеслав Позгалев в интервью газете "Премьер", 6 марта 2012 года
- В годы губернаторства В.Позгалёва его зять Василий Соловьёв стал одним из самых успешных предпринимателей Вологодской области во многом благодаря помощи областного правительства. К примеру, предприятие В. Соловьёва по постановлению регионального правительства стало уполномоченным поставщиком сжиженного газа в 16 из 28 районах области[18]. Кроме того, зять губернатора стал одним из крупнейших арендаторов охотничьих угодий[24]. В начале 2011 года было решено полностью перекрыть вещание независимого федерального телеканала РЕН-ТВ, а на базе РЕН-Вологда создать автономный самостоятельный телеканал с местным наполнением. Конкурс выиграл ТРК «Русский Север», учредителем которого был Василий Соловьёв. Из областного бюджета была выделена сумма в размере 54 миллионов рублей на развитие телевидения нового поколения, производство собственных программ, а также на техническое переоснащение. Директором телекомпании стал Александр Соловьёв — двоюродный брат Василия Соловьёва[25]. До этого в 2009 году фирма В. Соловьёва выиграла конкурс на трансляцию 25 тысяч секунд социальной рекламы, единственным конкурентом этого предприятия была фирма жены В. Соловьёва, то есть дочери губернатора. Всего на имя Василия Соловьёва было зарегистрировано 40 предприятий — лесозаготовительные, строительные, торговые и пожарные[26][27].

Ответ о вероятной нечестности проведения конкурсов среди СМИ сделал Позгалев 6 марта. По его словам, документация о конкурсах находится в свободном доступе, а сам он к победам Русского Севера не имеет никакого отношения:

Участников было несколько, в том числе и ТРК «Русский Север». На первом этапе выиграл именно этот канал и получил деньги на развитие материальной базы. На втором этапе победил «Медиацентр» «Северстали» и получил около 30 миллионов рублей. Конкурсы проводит Комитет по информационной политике. <…> побеждал тот, кто был лучше подготовлен. <…> Любой мог прочитать условия получения денег под развитие цифрового телевидения, это открытые документы. Та же «семерка» и 12-й канал, предполагая, что будет впереди такой конкурс, могли объединиться, расширить свою географию. Эти телеканалы существовали раньше, и у них был гандикап в несколько лет. Так что ничего плохого тут нет, только проклятье быть родственником губернатора.— Вячеслав Позгалев, бывш. губернатор Вологодской области, интервью газете Премьер, 6 марта 2012 года
- Успешными предпринимателями, и также преимущественно в Вологодской области, стали дети заместителей губернатора В. Позгалёва. Среди них Дмитрий Рябишин (сын первого заместителя губернатора Виктора Рябишина), Сергей и Денис Поздняковы (сыновья заместителя губернатора Ивана Позднякова), Владимир Костыгов (сын вице-губернатора Николая Костыгова), Павел Бритвин (сын заместителя губернатора Тамары Бритвиной), Игорь Головкин (сын бывшего начальника УМВД по Вологодской области Николая Головкина). Сам В. Позгалёв успехи в бизнесе у детей своих ближайших подчинённых объяснил тем, что они «хорошо учили и воспитывали своих детей»[18].

## Личная жизнь
Женат, имеет дочь. Доход Позгалёвых за 2011 год по официальным данным составил 6,7 млн рублей. В собственности семьи находятся два земельных участка общей площадью 4,2 тыс. квадратных метров, два жилых дома, квартира и легковой автомобиль.
Жена, Позгалёва Татьяна Леонидовна, пенсионерка. Владела акциями «Северстали».
Дочь, Соловьёва Мария Вячеславовна, живёт в Череповце. Учредитель ООО «Жанр» (деятельность в области радиовещания).
Зять, Соловьёв Василий Леонидович, бывший хоккеист клуба «Северсталь», учредитель ООО «Чагодалес» и ООО «Чагодалесторг», занимающихся лесопереработкой.

## Награды
- Орден «За заслуги перед Отечеством» II степени (3 декабря 1999 года) — за большой вклад в укрепление российской государственности и социально-экономическое развитие области[30]
- Орден «За заслуги перед Отечеством» III степени (14 ноября 1996 года) — за заслуги перед государством и многолетний добросовестный труд[31]
- Орден «За заслуги перед Отечеством» IV степени (20 сентября 2011 года) — за большой вклад в социально-экономическое развитие области и многолетнюю добросовестную работу[32]
- Орден Почёта (5 августа 2003 года) — за большой вклад в социально-экономическое развитие области и многолетний добросовестный труд[33]
- Орден Дружбы (15 ноября 2006 года) — за большой вклад в социально-экономическое развитие области и многолетний добросовестный труд[34]
- Орден «Знак Почёта» (1985 год)
- Благодарность Президента Российской Федерации (12 августа 1996 года) — за активное участие в организации и проведении выборной кампании Президента Российской Федерации в 1996 году[35]
- Почётная грамота правительства Российской Федерации (15 ноября 2006 года) — за большой личный вклад в социально-экономическое развитие Вологодской области и многолетний добросовестный труд[36]
- Благодарность Правительства Российской Федерации (22 июня 2016 года) — за заслуги в законотворческой деятельности и многолетний добросовестный труд[37].
- Кавалер почётного знака «Общественное признание» — за эффективную работу по развитию экономики и успешное решение социальных программ Вологодской области
- Премия Правительства Российской Федерации 2010 года в области культуры — за проект по сохранению памятника истории и культуры Вологодской области «Усадьба Брянчаниновых».
- Памятная медаль внутренних войск МВД России «За содействие» (2011 год)
- Памятный знак «За заслуги» за вклад в становление и развитие ЧГУ[38] (25 мая 2011 год)
- Медаль «МПА СНГ. 25 лет» (27 марта 2017 года, Межпарламентская ассамблея СНГ) — за заслуги в деле развития и укрепления парламентаризма, за вклад в развитие и совершенствование правовых основ функционирования Содружества Независимых Государств, укрепление международных связей и межпарламентского сотрудничества[39]
- наградное оружие - 9-мм пистолет ГШ-18 от ФСИН РФ (апрель 2009)[40]